# 銀河英雄伝説の用語
銀河英雄伝説の用語（ぎんがえいゆうでんせつのようご）では、田中芳樹の小説、およびそれを原作としたアニメ『銀河英雄伝説』に登場する用語について記述する。

## 概要
原則としてオリジナルの用語を解説しているが、一般的に使用されている用語も、原作に記述された内容に関連して説明の必要ありと判断されうるものについては項目を設けて解説している。原作/アニメ/コミック/ゲームなどで意味合いが異なる場合は、その都度解説を加えている。
なお、本編中の紀年法については、
新帝国暦1年 = 帝国暦490年 = 宇宙暦799年 = 西暦3599年
という関係になる。

## 事件・出来事
作品中における事件・出来事の用語について、時系列順に銀河帝国の成り立ちを基準にした上で記述する。なお、本編における個別の戦い・戦争名については銀河英雄伝説の戦役の項を参照の事。

### 銀河連邦及び本編開始前の時代

#### 13日戦争
または「13日間戦争」。西暦2030年代に勃発。地球を二分していた北方連合国家（ノーザン・コンドミニアム）と三大陸合州国（ユナイテッド・ステーツ・オブ・ユーラブリカ）の間で戦われた全面核戦争。両勢力が戦争に関係ない弱小国にまで「資源があり、敵に利用される可能性あり」として核攻撃を行ったため、世界中の大都市群が壊滅し、同時に北方連合国家と三大陸合州国も滅亡。戦乱の時代が幕を上げる。

#### 90年紛争
13日戦争の後、2129年の地球統一政府樹立まで続いた戦乱。このために地球人口は10億人前後まで激減した。戦争の詳細な経緯は不明であるが、北米大陸は教団国家（オーダー・ネイション）群が各地を割拠し、肉体的にも精神的にも人々を破滅させたとされる。また、この神も仏もない地獄絵図によって、既存宗教の権威は決定的に損なわれた。最終的には主権国家の放棄により「地球統一政府」が設立し、戦乱は終結した。

#### 長征1万光年（ロンゲスト・マーチ）
アーレ・ハイネセンら帝国を脱出した共和主義者たちの、自由惑星同盟建国までの苦難の旅程の呼称。一般的には帝国暦164年に共和主義者がイオン・ファゼカス号でアルタイル星系を脱出し、同218年にバーラト星系を発見するまでの道程を示す。
共和主義者の流刑先だったアルタイル第7惑星は酷寒の星であり、凍てついたドライアイスの氷河がいたるところにあった。ハイネセン以下40万人は、その一つを掘り抜いて居住区や機関室を設置し、応急の宇宙船として惑星を脱出した。帝国軍の追跡をかいくぐり無名の惑星へと逃れたハイネセンたちは、その地下で本格的な恒星間宇宙船団を建造、帝国の支配が及ばない未知の宇宙へと旅立った。 
半世紀にわたる苦難の航海の末、ハイネセン以下半数以上の犠牲者を出しながら、船団はついに安定した恒星系であるバーラト星系にたどり着いた。グエン・キム・ホア以下生き残った16万人は、宇宙暦を復活させて宇宙暦527年とし、自由惑星同盟の成立を宣言した。 
同盟市民の中には長征1万光年の参加者の子孫であることを誇りにするあまり、後に帝国から亡命してきた者やその子孫を見下す者もいる。一例としてユリアンの父方の祖母は、帝国からの亡命者の子孫であるユリアンの実母を「息子を奪った女」として嫌っており、ユリアン自身をも蔑んでいた。

## 法律・条約
作品中における法律・条約名について、時系列順に挙げる。

### 帝国

#### 劣悪遺伝子排除法
帝国暦9年、初代皇帝ルドルフによって発布された法律。優生学的思想に基づき、知的能力や身体機能に異常がある者、あるいは学習・労働意欲が希薄な者が遺伝的に劣悪であると定義した上で、その遺伝子の存続を抑制するというもの。特に去勢やロボトミー手術による安楽死など極端と言われる方法が実行された。遺伝的に優秀とされた一族が貴族に叙せられるのと、対をなす政策である。
しかし、その法を制定したルドルフ自身の寵姫が先天性障害を持つ男児を出産するという事態が発生。母子のみならず寵姫の親族や出産に立ち会った医師までが死を賜り、「ルドルフに先天性障害の原因となる遺伝的要素は無い」とされ、真相は隠蔽された。
同法は「晴眼帝」マクシミリアン・ヨーゼフ2世により有名無実化されたとされるが、実際にはその後も障害者に対する差別は残った。例えば赤緑色盲を持つ者は公然と差別を受け、それを隠して幼年学校に入学したハーゼは、障害が公になった時点で幼年学校を退学させられている（「朝の夢、夜の歌」）。OVA版では、皇孫であるブラウンシュヴァイク、リッテンハイム両貴族の娘にも遺伝子異常があるとされ、ストーリーに関わってくる。
ただし、本伝の時期には、門閥貴族のような支配層の子弟に「遺伝子の劣悪」が認められた場合、逆にその財力と権力によって保護される事例もみられる。帝国内では、そうした上流層の障害者のために特殊な食品などが少量生産されている。
また、オーベルシュタインは先天的な視覚障害があり、義眼によって視力を得ていた。「マクシミリアン・ヨーゼフ2世の以前であれば自分も抹殺されていただろう」と述べ、ゴールデンバウム王朝を憎む動機となっている。

#### リップシュタット盟約
または「リップシュタットの密約」とも称される。
ラインハルトとリヒテンラーデ公爵（帝国宰相）による枢軸体制に対抗する為、帝国暦488年の2月初頭に門閥貴族が結集した盟約。盟主はブラウンシュヴァイク公爵。副盟主はリッテンハイム侯爵。呼称の由来は、ブラウンシュヴァイクの別荘のあるリップシュタットの森で盟約を締結したことによる。
この盟約に依って同年4月19日リップシュタット戦役が始まり（アルテナ会戦＝ミッターマイヤー艦隊対シュターデン艦隊の戦い）、同年9月9日、占領されたガイエスブルク要塞内でラインハルト側による勝利の式典が行われている。
なお、貴族側が「正義派諸侯軍」と自称したのに対し、ラインハルトは彼らの公称を「賊軍」とした。作中ではもっぱら「貴族連合軍」と称される（門閥貴族連合を参照の事）。

#### 冬バラ園の勅令
正式な名称は「新帝国暦2年2月20日の勅令」（新帝国暦2年＝宇宙暦800年）。旧自由惑星同盟主星であった惑星ハイネセンにおいて銀河帝国皇帝ラインハルトの発した勅令で、すべての旧同盟領の帝国への併合を宣言したもの。通称は布告の場所が国立美術館敷地内の冬バラ園であったことに由来している。
この勅令によって自由惑星同盟は政体として消滅し、273年の歴史に幕を下ろした。それまでは「辺境の叛徒」「自由惑星同盟を僭称する叛徒ども」と呼称され、国家として認められていなかった自由惑星同盟は、皮肉にも滅亡して初めて帝国に国家として承認された、とされる。
なお、この勅令の前に一旦は締結されたバーラトの和約で、自由惑星同盟の名称と主権の存続だけは帝国の同意によって保障されていた。

### 同盟

#### トラバース法
同盟で制定された法律。正式には「軍人子女福祉戦時特例法」。「トラバース」とは、法令の発案者の名前。
戦災遺児を軍人の家庭で養育する法律で、銀河帝国との戦闘状態から慢性的に生じる戦災遺児の救済と人的資源確保を目的として作られた。15歳までの養育期間中は政府から養育費が貸与される。期間終了後の進路選択は本人の自由だが、遺児が軍人あるいは軍事関連の仕事に就けば養育費の返還が免除される。
この法律により、ユリアンはヤンの被保護者となった。

### 二国間条約

#### バーラトの和約
宇宙暦799年 / 帝国暦490年5月25日、帝国と同盟の間で締結された和平条約。名称は、締結が行われた惑星ハイネセンがバーラト星系に属していることによる。
惑星ウルヴァシーを含むガンダルヴァ星系及び回廊周辺の2つの星系の割譲、年間1兆5千億帝国マルクの安全保障税の支払、戦艦及び空母の放棄など、実質的には同盟の降伏条約とされている。ホワン・ルイ曰く「首に縄をかけられて、爪先だけはまだ床についている」状態。
同年（新帝国暦1年）11月10日のラインハルトの再宣戦で実質的に破棄された。

## 組織・役職
作品中に登場する組織、および政府機関・軍隊内の役職について、帝国・同盟別に固有的な物を挙げる。

### 帝国

#### 宰相
銀河帝国における官吏の最高位。オトフリート三世が皇太子時代、帝国軍三長官兼帝国宰相であった事から臣下が皇帝の先例に習う事を避け、以後国務尚書が帝国宰相代理となっていたが、物語本伝中ではリヒテンラーデがエルウィン・ヨーゼフ2世擁立時からリップシュタット戦役終了時に失脚するまで務め、その後、ラインハルトは自身が皇帝に即位するまで務めた。ローエングラム王朝になってからは本編終了まで宰相が置かれず、皇帝親政としてラインハルト自身が行政の最終的な決定を行った。

#### 尚書
銀河帝国における閣僚。作中でも一度「尚書（大臣）」と解説がなされている。
ゴールデンバウム王朝では国務・軍務・財務・内務・司法・学芸・宮内・典礼の各省に尚書が置かれた。ローエングラム王朝では典礼省を廃止し、民政・工部の両省が新設されたため、尚書は9人となっている。

#### 国務尚書
銀河帝国の尚書（大臣）のひとつ。帝国宰相を設置しない場合は首席閣僚。旧体制下ではフリードリヒ4世治下のリヒテンラーデ、ローエングラム王朝ではマリーンドルフ伯が務めている。また、マリーンドルフ伯は後任としてミッターマイヤーを指名しているが、本編終了までに受諾したという記述は無い。

#### 軍務尚書
銀河帝国の軍務省の長官。軍事行政上の責任者。

#### 統帥本部
帝国の軍令（戦略）を司る機関。同盟の統合作戦本部に相当するが、政治体制が異なる為、厳密には細かな差異が存在する。
長である統帥本部総長は軍政の長たる軍務尚書に次ぐ重職とされる。皇帝の統帥権を代行し、国内軍総司令官として帝国軍実戦部隊を統括し「戦略」に関する意思決定権を有する。皇帝親征の際には首席幕僚として補佐。同盟軍では統合作戦本部長がほぼこれに相当する。ただしローエングラム王朝では皇帝親征が常態化し、首席幕僚（大本営総参謀長）としての職務が主要となってしまった。ゆえにローエングラム王朝の初代統帥本部総長であるロイエンタールなどは、回廊の戦いに際して戦術に関する機雷突破の方法を考案/上申するような役回りも行う状態であった。そのため後に統帥本部総長は、ロイエンタールの新領土（ノイエ・ラント）総督就任に伴い皇帝が兼ねることとなる。

#### 帝国軍三長官
帝国軍の軍部の要職である軍務尚書（軍政を担当）、統帥本部総長（軍令を担当）、宇宙艦隊司令長官（宇宙艦隊の指揮/兵力の運用を担当）の三者を指す。ラインハルトはリップシュタット戦役に先立ち三長官職を兼任し「帝国軍最高司令官」の称号を認められている。三長官の兼任は、オトフリート3世の皇太子時代以来のことであった。また、キルヒアイスはリップシュタット戦役後に帝国元帥に昇進（特進）、生前に遡って帝国軍三長官の地位を与えられた。

#### 新領土（ノイエラント）総督
自由惑星同盟滅亡後の銀河帝国において、皇帝を代行して旧同盟領を支配する役目を負う。旧同盟領における行政権と軍権を持ち、皇帝に次ぐ権力と強大な戦力を持つ。ただし初代総督のロイエンタールが叛乱を起こした後は設置されなかった。叛乱が収束直後はワーレンがハイネセンに駐留し、一時的に新領土の軍事と行政を指揮統率している。

#### 社会秩序維持局
帝国暦10年、ゴールデンバウム王朝で設立された政治機関。主に政治犯や思想犯などを取り締まった。初代局長はエルンスト・ファルストロングで、死刑になった者こそゼロだが、約40億人を死刑以外の方法で殺害したり廃人にしたという記録が残っている。最後の局長はラング。
公式上は死刑を行っていないにもかかわらず、大量の死者や廃人を生み出しているという異様な実態から、「死刑になりたくなければ警察には捕まるな。社会秩序維持局に捕まれ。そうなれば絶対に死刑にはならない」というブラックジョークも存在する。

#### 内国安全保障局
ローエングラム王朝になって廃止された社会秩序維持局に代わり設立された政治犯/思想犯の取り締まり機関。初代局長はラング。

#### 幼年学校
帝国軍傘下の教育機関。10歳で入学し、15歳で卒業/修了する。修了すると、通常は准尉の階級で任官する（ただしラインハルトの場合は特別扱いとして少尉の階級で任官した）。また、ラインハルトの従卒であるエミールや、ロイエンタールの従卒を務めたハインリッヒ・ランベルツなどのように、在学中に将官級の軍人の従卒を務めることがある。
基本的に貴族と上流市民の子弟が通う学校とされており、単なる平民の生まれであるキルヒアイスが入学できたのはラインハルトの希望とアンネローゼの尽力があってのもの。ラインハルトとキルヒアイスが幼年学校に入学した時点では、門閥貴族出身の生徒の贅沢な振る舞いを黙認するような面はあったものの、成績評価そのものはストイックに訓練や学習に励んだラインハルトやキルヒアイスを認めるものだった。

#### 黒色槍騎兵艦隊（シュワルツ・ランツェンレイター）
所属する全ての艦艇を黒一色で塗装した帝国軍の艦隊。旗艦は戦艦「王虎（ケーニヒス・ティーゲル）」、艦隊司令官は帝国軍の「呼吸する破壊衝動」と称されるビッテンフェルト。「宇宙最強」と評され攻勢にきわめて強い精鋭部隊で、ビッテンフェルトの猛将ぶりと合わせて驚異的な破壊力を誇る。所属兵・士官たちも司令官に感化されたような軍人が多い。しかし一転して守勢に回ると脆く、反撃され致命的な損害をこうむることもあり、アムリッツァ会戦ではヤンを含む同盟軍の残存艦隊を取り逃がすきっかけとなった。とはいえ、この艦隊の攻撃を受け流し反撃に転じることが出来た艦隊は、ヤン艦隊を含めごく限られており、事実この艦隊が戦果を上回る損害を被ったケースはアムリッツァ会戦、及び回廊の戦いの緒戦でヤンと戦った2度だけである。
石黒版での艦隊のマークは、ゴールデンバウム王朝時代は、帝国の国章である鷲の中に槍騎兵をあしらったものである。

#### 門閥貴族
ゴールデンバウム朝銀河帝国における貴族階級の中でも、さらに限られた上位層を指す。血縁あるいは縁故による排他的な結束を特徴とし、帝国の政治や経済を支配し搾取できる立場にある。具体的にどういった貴族が門閥貴族に含まれるのかの定義は作中では示されなかったが、ブラウンシュヴァイク公の甥のフレーゲル男爵が門閥貴族の一員として振る舞う一方で、ローエングラム伯爵の地位を与えられたラインハルトは門閥貴族扱いされなかった。
本人達は自分達の血統と隆盛が帝国の為になると本気で信じ込んでおり、それに反する存在に大きな嫌悪と憎悪を抱いている。本伝時代においては、彼らの言動は血統と特権に胡坐をかいた横暴さが前面に出て家柄と気位ばかりが高く能力が伴わない無能者が多数派を占めている、ことに青年貴族の行状が問題視されていて、腐敗が深刻化をしめしている。
なお、門閥貴族は爵位を有する貴族以上に特権に恵まれているようで、外伝『黄金の翼』（道原版、アニメ長篇）ではラインハルトの母のクラリベルが死亡した自動車事故は門閥貴族が起こしたものであるが、その加害者本人はミューゼル家に謝罪したり、法的に罰せられることも無く、事故自体が揉み消されるという「特別扱い」をされている。また、ラインハルトとキルヒアイスは幼年学校へ入学してから、門閥貴族出身の生徒が校舎内でも何人もの召使いを侍らせるといった「贅沢暮らし丸出しの振る舞い」を目の当たりにしている。

#### 皇帝
皇帝は両銀河帝国における主権者である。
その由来は、末期銀河連邦で軍人から連邦議員に転じたルドルフ・フォン・ゴールデンバウムが、「国家革新同盟」のリーダーとなり、国民投票により首相となり、連邦議会により国家元首に選出され（不文律で兼任は禁止されてきたが、憲法には兼任禁止条項は無かった）独裁者となり、「終身執政官」を称して、宇宙暦310年「銀河帝国皇帝」を号した事による。以後歴代皇帝は基本的に後述の皇族より世襲制で即位する事とルドルフが決め、続いてきた。末期ゴールデンバウム朝銀河帝国で若くして独裁権を確立した実力者ラインハルト・フォン・ローエングラムが、失踪した皇帝に代わって擁立した僅か生後8カ月の幼帝第38代カザリン・ケートヘン1世から皇帝位を譲位させ、ローエングラム朝銀河帝国皇帝となるも早世し、その一子で乳児の皇太子アレクサンデル・ジークフリード・フォン・ローエングラムがラインハルトの国葬後第2代皇帝に即位する予定となったところで、物語は終了している。

#### 皇太子
皇太子は両銀河帝国における次期皇帝予定者として公認・公表された地位であり、歴代皇帝の多くは先代皇帝の長子が皇太子を経て即位している。

#### 皇族
ゴールデンバウム朝銀河帝国においては、ゴールデンバウム朝銀河帝国を興した初代皇帝ルドルフの血縁者にして子孫であり、歴代皇帝はこの皇族より世襲制で即位するが、実際には本人の健康面や知能面、有力貴族の後ろ盾の有無といったもので皇位継承権が変化する場合があり、加えて異母兄弟の場合であれば、母親の出自が低い兄弟の継承権が軽んじられる例もある。ダゴン星域会戦当時の皇帝フリードリヒ3世の子息たちの場合、長子だが病弱なグスタフや、次男にして聡明で健康的ながら母親が下級貴族の生まれのため庶子とされ、これにより有力貴族の後ろ盾も無かったマクシミリアン・ヨーゼフよりも、三男ながら行動力と気前の良さに優れた美男子で、健康面や有力貴族の後ろ盾についても何の問題も無かったヘルベルトと四男リヒャルトが共に次期皇帝の地位を競う有力候補と見なされていた。しかし、ヘルベルトはダゴン星域会戦での惨敗の結果、離宮の一つに軟禁されることとなり、グスタフとマクシミリアン・ヨーゼフがそれぞれ皇帝へと即位するに至る。
皇帝・皇太子・皇族とも原則的に不可侵の存在であるが、皇帝によって、あるいは皇族内での権力闘争の結果として粛清の対象になった事例は多々存在し、暴君が皇族の叛乱や宮中クーデターによって廃された事例もある。
ローエングラム朝銀河帝国においては、開祖ラインハルト帝が、実力のある者が帝国を継ぎ、帝国を次ぐ者が子孫である必要は無いと明言してはいたが、陰謀によりそれに挑まざるを得ない状況に陥った帝国軍幹部オスカー・フォン・ロイエンタールは、討伐軍との戦闘中部下の裏切りによる死去に至っており、そのハードルは決して低いものではない。但しラインハルトはロイエンタールの死去後、取り上げていた元帥位を返還しており、皇帝位への挑戦を全否定していない。

#### 摂政
両銀河帝国において、皇帝が若年・病状・老化などで執政不能状態であることを公認・公表せざるを得ない場合に、皇帝代行者摂政が置かれる。皇太子が健常である場合、皇太子が務める事が普通。ローエングラム朝銀河帝国第2代皇帝前期の摂政皇太后ヒルデガルド・フォン・ローエングラムの様な例もある。

### 同盟

#### 最高評議会
自由惑星同盟の行政上の意思決定を司る機関。議長を頂点とし、副議長兼国務委員長、書記と8名の委員長の計11名が評議員を構成する。最高評議会議長は同盟の元首とされる。評議員は「○○委員長」と呼称されており、前述の国防委員会と国防委員長の関係から、その他の評議員・委員長も、省庁に相当する委員会の長であり、最高評議会は内閣に相当する。意思決定は多数決によって行なわれている。

#### 委員会
自由惑星同盟における行政庁の呼び名。国務・国防・財政・法秩序・天然資源・人的資源・経済開発・地域社会開発・情報交通の各委員会がある。

##### 委員長
自由惑星同盟における行政庁の長の呼び名。国防委員長など。委員長は同時に最高評議会の評議員を兼務し、国務委員長は最高評議会の副議長を、情報交通委員長は政府スポークスマンを兼ねる。各委員長と国家元首たる最高評議会議長とは兼務が禁じられている（ただし議長代理として暫定的に兼務することは可能）。

#### 国防委員会
同盟の軍政を司る機関で、帝国の軍務省に相当する。その長は「国防委員長」で、文民政治家（退役軍人を含む）が就任している。下部に統合作戦本部・後方勤務本部・技術科学本部の3組織と防衛・査閲・経理・情報・人事・装備・教育・施設・衛生・通信・戦略の各部局がある。各部の部長は現役軍人であれば中将もしくは大将がその任に当たる。例えばグリーンヒル大将はアムリッツァ会戦の敗戦責任により国防委員会事務総局査閲部長に左遷させられた。また委員長の下には委員がおり、若手議員だった頃のトリューニヒトは、同時に国防委員であった。

#### 統合作戦本部
同盟の軍令を司る機関。帝国の統帥本部に相当するが、政治体制が異なる為、厳密には細かな差異が存在する。本部ビルは地上55階/地下80階。ハイネセン・ポリスの中心部から100km離れた軍事中枢地区にあったが、宇宙暦799年/帝国暦490年5月5日、ハイネセン政府に全面講和を要求したミッターマイヤーにより、極低周波ミサイルで攻撃され、地上部分が完全破壊された。バーラトの和約後も活動を続けてはいたが、その後の混乱で機能不全に陥りマル・アデッタ会戦前後には完全に軍の統帥機関としての役割を喪失した。

##### 統合作戦本部長
同盟軍における軍部のトップ。ナンバー2は宇宙艦隊司令長官で、その次に統合作戦本部次長となる。同盟軍の最高司令官は最高評議会議長であり、その下で国防委員長が軍政を、統合作戦本部長が軍令を担当する。統合作戦本部長は、戦時における最高司令官代理の称号を有することとされている。

#### 第13艦隊（→イゼルローン要塞駐留艦隊、ヤン艦隊）
アスターテ会戦でほぼ全滅した第4・第6艦隊の残存部隊に新規の人員を加えて結成された艦隊。結成時の兵力は艦艇数約6,400隻、将兵約70万人（通常艦隊の約半分）。艦隊司令官はヤン。その構成人員から「敗残兵と新兵の寄せ集め」と揶揄されていた。最初の任務は第7次イゼルローン攻防戦。この任務が成功した後、同じくアスターテ会戦で損害を出していた第2艦隊の残存部隊を編入して一個艦隊に昇格。同盟軍の帝国領侵攻の後に、半数が脱出に成功した第10艦隊も合流して「イゼルローン要塞駐留艦隊」となる。
例外的にヤン艦隊とも呼称され、公認された。同盟建国以来、艦隊名称に個人名を冠することはなかったのだが、同盟軍の弱体化が進む中でヤンの名声を最大限に利用することを考えた軍上層部の思惑があったとされる。しかし、政治勢力からは軍閥化の疑いを持たれることとなる。
この艦隊には「バーラトの和約」後もヤンに付き従った人物が多く、その者たちは作中で「ヤン・ファミリー」と呼ばれる。同盟から袂を分かった後は「ヤン不正規隊（イレギュラーズ）」と称した。ヤンの死後も「イゼルローン革命軍」として民主政治の回復に向けて活動を続け、シヴァ星域会戦後にイゼルローン要塞の返還と引き換えに旧同盟首都バーラト星系の自治権を勝ち取った事でその役目を終えた。
絶えず帝国軍と激戦を繰り広げた為人材の消耗も激しく、前身である第13艦隊結成時の主要メンバーに至っては、解散時まで生存していたのはフレデリカ・グリーンヒル、ムライ、カスパー・リンツ、ラオの四名のみであった（フレデリカ・ムライはヤンの死後軍から離れており、実質的にヤン艦隊の発足から解散まで所属し続けたのはリンツとラオのみである（他に、アムリッツァ会戦時にはすでに旗艦ヒューベリオンの艦長だったマリノがいる）。

#### 薔薇の騎士（ローゼンリッター）
同盟軍において、帝国からの亡命者の子弟で構成されている連隊の名称。元々は政治的な意味合いで結成されたものだが、同盟最強の白兵戦部隊であり、その戦闘能力は1個連隊で1個師団に匹敵すると称される程（この評価は、ジャワフ大佐曰く「誇張ではあっても虚構ではない」との事）。しかし、問題も多く、実際、戦闘中に敵と味方を取替え、帝国軍に寝返った者もいた。曰く「歴代連隊長12名のうち、4名は帝国軍との戦闘で死亡、2名は将官に昇進した後退役、あとの6名は同盟を裏切り帝国へ逆亡命した」（実際に第11代連隊長リューネブルクは帝国に逆亡命して登場している）。
第13艦隊編入時の指揮官は、第13代連隊長シェーンコップ（当時大佐）。その後、リンツ（第14代連隊長）、ブルームハルト（連隊長代理）が連隊指揮官を務めた。白兵戦において圧倒的な強さを誇る彼らを擁することはヤン艦隊の大きな強みとなった。ユリアンは同連隊の準連隊員として、リンツから連隊章を授与されている。シヴァ星域会戦では、元連隊長のシェーンコップをはじめ多くの隊員が戦死し、生き延びた隊員も全員が負傷するという壮絶な最終戦となった。
ローゼンリッターには、連隊を象徴する「三つの赤（ドライロット）」という言葉がある。しかし、それを広めた張本人が帝国へ逆亡命をしたため、それを言うことを嫌っているものも特に上層部に多い（シェーンコップはこれを言うとお偉いさんが不愉快になるため嫌がらせでよく言う）。

#### 救国軍事会議
同盟政府の腐敗を快く思わない軍人からなる、宇宙暦797年4月13日に決起したクーデター組織の自称。議長はグリーンヒル大将。参加者は情報部長のブロンズ中将や第11艦隊司令官のルグランジュ中将など。四つの辺境惑星であるネプティス、カッファー、パルメレンド、シャンプールを制圧し、続いて首星ハイネセンの政府と軍の主要施設も制圧に成功。一時的に同盟の中枢部を押さえたが、経済対策には失敗して国民の不安が増大。ドーリア星域会戦で第11艦隊が壊滅し、前述の経済不安と「スタジアムの虐殺」で人心を失った挙句、8月にヤン艦隊にアルテミスの首飾りを破壊されて崩壊した。
アニメでは、救国軍事会議に参加した将兵は左腕に腕章を付けている（石黒監督版では黄色、ノイエ版では緑）。

#### 憂国騎士団
同盟に存在する国家主義者の集団であり、反国家的及び反戦的な言動を、時には爆弾テロなどの過激なまでの暴力によって弾圧している。その行動自体は非合法であるが、背後でトリューニヒトや同盟政府内の主戦論者とつながりがあるため官憲に摘発される事はあまり無く、実質的には反戦派弾圧のための超法規的治安部隊と化していた（ヤンの家が襲撃された後、駆けつけた警官は憂国騎士団を擁護する発言を述べている）。また、構成員に多数の地球教徒が入団しているなど地球教団とも資金や人員の面で深いつながりがあり、これが後に彼らの命取りとなる。
バーラトの和約以後の活動は記述されていない、回廊の戦い直前に発生したハイネセンの大火の際には、キュンメル事件を起こした地球教団との繋がりが問題視されたこともあってその犯人に仕立て上げられた挙句、帝国憲兵隊による容赦の無い弾圧に晒された。これにより関係者約24,600人の内1,000人が逃亡し5,200人が射殺され、残りが逮捕されている。

### 帝国・同盟共通事項

#### 階級
元帥
両軍の階級の最上級。
帝国軍では、単に上級大将より1階級高いだけでなく、終身年金が付いたり大逆罪以外で処罰されないなど優遇されており、帝国内の権威は高い（例えば予備役上級大将だった当時のブラウンシュヴァイク公は、門閥貴族筆頭でありながらもエーレンベルク元帥に礼節上の譲歩をせざるを得なかった）。地位は元帥杖が与えられるほか、幕僚を自由に任免できる「元帥府」を編成できる。両帝国では軍務尚書は元帥位を有する。
一方同盟では大将より一階級高いのみで、宇宙艦隊司令長官など枢要にある人物でも大将に留まっている例もあるなど、帝国ほど優遇はされていない。同盟では国防委員長は文民であり、軍人階級外に位置する。
将官
帝国軍の将官クラスには元帥と大将の間に上級大将があり、以下中将、少将に常設の准将があり、将官が5階級。
同盟軍は元帥の下は大将で、以下中将、少将、常設の准将と4階級。
佐官
帝国・同盟ともに大佐・中佐・少佐の3階級。ブリュンヒルト艦長ザイドリッツ准将を除けば、帝国同盟共に艦長・副長クラスを佐官が勤める。参謀や小部隊の司令クラスも佐官が多い。

#### 二階級特進
帝国、同盟両者共に戦死者に二階級特進が適用される場合がある。
帝国で戦死高級士官に二階級特進が適用された例を確認できるのはヘルマン・フォン・リューネブルク（少将から大将）のみである。大将で戦死したケンプは敗戦の責任もあり上級大将特進に留まった。一方生者ではラインハルト陣営の提督に一挙に二階級を昇進した例が見られる。例えばキルヒアイスはアスターテ会戦後大佐から少将に、アムリッツァ会戦後中将から上級大将にと、オーベルシュタインはアムリッツァ会戦後准将から中将に、リップシュタット戦役終結後中将から上級大将にと、二人とも2度二階級昇進を経験している。
同盟では「生者に二階級特進は無い」という不文律が存在する。しかし短期間に2度昇進辞令を出す代替措置を行った事例も存在し、ヤン・ウェンリーはエル・ファシルでの功績によって同日中に中尉から少佐への昇進を果たしており、事実上の二階級特進となっている。一方、アムリッツァ会戦で戦死した高級士官ウランフ、ボロディン両中将に元帥の二階級特進を与えており、生者の登用より死者の待遇に厚い軍隊であった。なお第二次ティアマト会戦で戦死したベルティーニ中将は、同じく戦死したアッシュビー大将（→元帥）を引き立たせるため、会戦直後には大将に留まり、6年後に元帥に叙されている。

#### 幕僚総監
ゴールデンバウム王朝の帝国ではクラーゼン元帥が就いていたが三長官に数えられず、リップシュタット戦役に先立つ権力掌握の際にも触れられていない。ローエングラム王朝の帝国では初め設置されなかったが、ロイエンタールの異動と統帥本部総長の座をラインハルトが兼任した事から皇帝の軍令を補佐する実務的な役として設置。皇帝の親征時には首席幕僚を勤める。初代はシュタインメッツ上級大将で、戦死後はヒルダが中将待遇で就任。ヒルダが皇妃になると、メックリンガー上級大将が就任した。
同盟では統合作戦本部に位置し、クブルスリー統合作戦本部長がヤンの新任務候補に挙げたことがある。ヤンは結局イゼルローン方面軍の司令官に決定した為、誰がこの職に就いたかは不明。

#### 宇宙艦隊司令長官
実戦部隊の中心である宇宙艦隊の全てを束ねる長。「戦術」面における意思決定権を有する。帝国軍と同盟軍双方に存在する。帝国では元帥、同盟では元帥ないし大将が就任する。遠征時には遠征軍総司令官を兼ね、旗艦に搭乗して陣頭指揮を取る。両軍で、一時的に副司令長官が存在した例がある。
帝国と同盟では若干職務に違いがあり、帝国では自らも一個艦隊を直卒するが、同盟には艦隊司令長官直卒の艦隊は存在しない（ただし同盟軍でも、宇宙艦隊総司令部の直属艦艇は存在する）。アッシュビーのように自ら前線での戦闘に参加するため、配下の艦隊司令官に一部の艦艇を総司令部に差し出すように命令して顰蹙を買ったり、逆にロボスのように直接戦闘に参加せず（外伝では前線指揮を執ったこともある）後方で指揮をしようと試みて失敗することがあった。

#### 艦隊司令官
1個宇宙艦隊（本伝ではおおむね戦闘艦艇1万～1万5千隻程度）を長として指揮する。同盟では中将がその任にあたるが、帝国ではそれ以上の階級の場合もある。ナンバー2は艦隊副司令官で少将以上。下級指揮官を含む幕僚の数の例として帝国グリンメルスハウゼン中将の艦隊は参謀長他少将が4名、ラインハルト以下准将が14名であった。自由惑星同盟滅亡後の銀河帝国では、上級大将のみが艦艇1万～1万5千隻を指揮しており、大将以下はより少ない数の艦艇を指揮している。

#### 宇宙艦隊総司令部
または「宇宙艦隊司令部」。宇宙艦隊司令長官をトップとして戦闘作戦の立案及び艦隊の運用等を行う機関、あるいはその機関がある建物。帝国/同盟の双方に存在。

#### 士官学校
帝国と同盟の両方に存在する軍隊の傘下教育機関。帝国では「帝国軍士官学校」、同盟では「国防軍士官学校」。4年間で軍隊の士官になるための教育を受け、通常は卒業すると少尉の階級で任官する。
同盟の士官学校の生徒は軍人に準じた扱いであるため、授業料や寄宿舎の費用などは一切無料だが、任官しなかったり何らかの理由で中途退学した場合、それまでかかった費用を全て返還しなければならない。ヤンが入学した士官学校は同盟首都星ハイネセンの隣の惑星テルヌーゼンにあり、エリートコースとされる「戦略研究科」、ヤンが当初入学したが在籍中に廃止された「戦史研究科」などの様々なコースが存在した。「戦略研究科」は倍率が高く、この科の入学試験に落ちた者が他の科に流れている模様である。カリキュラムは「戦史」、「戦略論概説」、「戦術分析演習」、「戦闘艇操縦実技」、「機関工学演習」、「射撃実技」に加え、「戦略戦術シミュレーション」も行われる。教官には現役軍人（同盟のチュン、ドーソン、帝国のシュターデン等）が就き、校長は中将階級の者が就く（ヤンが入学した際の校長はシトレ中将であった）。

#### 憲兵隊
両国に存在する憲兵隊。
帝国では、軍内部の規律と秩序の維持だけでなく、国事犯や大逆犯などの軍外部の重大犯罪の捜査や摘発も行っている（国家憲兵）。このため、軍人の犯罪に関して内務省所管の警察機構とは対立する場合もある。
ゴールデンバウム王朝末期には他の組織と同様に腐敗が深刻化していたが、ラインハルトが帝国宰相となった後に憲兵総監に抜擢されたケスラーによって腐敗は一掃され、優秀な治安維持組織となった。ラインハルトが銀河帝国皇帝に即位して以降は、地球教徒を筆頭とする、謀略とテロによって新銀河帝国の法秩序と安寧を乱す「帝国内部の敵」との戦いに奔走した。専制国家の治安維持機構ゆえ、容疑者の人権より法秩序の維持と犯罪の摘発・全貌解明を優先する傾向があり、必要とあれば容疑者に対する拷問や自白剤の使用も辞さない。ケスラーの憲兵総監就任以降は、このような捜査の対象になったのは、作中の描写の中では地球教徒やこれとつながりのあった憂国騎士団のみである。
同盟にも憲兵隊は存在することが触れられているが、劇中では登場しない。

#### 弁務官
または高等弁務官。本物語世界では、外交関係が存在する相手国家の領土に駐在し、外交/国家間の交渉を行う府の代表として存在する。
- 旧帝国の高等弁務官（フェザーンに駐在・レムシャイド伯）はフェザーン自治領内において銀河帝国の利益を代表する者と説明されている。
- 同盟の弁務官（フェザーンに駐在・ヘンスロー）は対フェザーン外交の現地における責任者と説明されている。
- フェザーンの旧帝国側弁務官（オーディンに駐在・ボルテック）は、ラインハルトに対して、形としては使い走りであると返答している。
- フェザーンの同盟側弁務官（ハイネセンに駐在・ブレツェリ）は直接的な説明が無い（国防委員長アイランズとリベートの件で談合する場面が作品内に描かれている）。

バーラトの和約体制下で同盟領に着任したレンネンカンプの場合は、他とまったくケースが違い、事実上の総督と説明される。

#### 首相
銀河帝国正統政府における閣僚の最高位。当初、帝国宰相に就任するのを遠慮していたレムシャイド伯爵が「首相」に就いた事だけが記述されている。
または自由惑星同盟における、星系政府の長。外伝「ダゴン星域会戦記」に「バンプール星系政府首相」であったコーネル・ヤングブラッドが登場するが、当時の他の自由惑星同盟各星系にも同様に首相が存在するかどうか、本編開始後の自由惑星同盟にもこの役職が存在するかどうかは不明。
銀河連邦においては、国家元首と首相の双方が存在し、両者は不文律で兼任が禁止されていた。ただしこれを成文法にしなかった為、ルドルフは兼任が可能となった。
シリウス戦役終結後のシリウス星系政府においては、ウインスロー・ケネス・タウンゼントが首相に就任している。ただしその記述が登場するのはカーレ・パルムグレンの死後であるため、生前のパルムグレンの地位については不明。

## 軍事用語

### アルテミスの首飾り
自由惑星同盟の首都星ハイネセン軌道上に設置されている、12個からなる無人全自動の迎撃衛星群。それぞれの衛星は準完全鏡面装甲に覆われ太陽光を動力源として半永久的に稼働し、全方向に攻撃可能な強力なレーザー砲、ビーム砲やレーザー水爆ミサイルなどを装備している。その戦力は運用の仕方如何によっては1個艦隊に匹敵するといわれるほどのものであるが、この防衛衛星群の存在自体が首都星と他の惑星の防衛力に格差を生むこととなり、それについて不公平であると一部で問題になっている。最終的には救国軍事会議のクーデターの際、ヤンが亜光速に加速した12個の氷塊を衝突させて全て同時に破壊した。12個の衛星には互いを防御支援すべく軌道上を自由に動く機能が与えられていたが、被攻撃時に回避行動の作中描写は無い。
石黒監督版OVAでは、帝国のカストロプ動乱において、フェザーンから闇取引でカストロプ家が得た同型の防衛人工衛星数基が使用された。これによってシュムーデ艦隊が壊滅したものの、次のキルヒアイス艦隊との戦いでは指向性ゼッフル粒子によって全基破壊されている。
DNT版では中心部の周囲を常時四重のリング状構造物が回転している形状となっており、攻撃を担う「主幹衛星」1基とそれを取り囲む形で配置されエネルギー供給を担う「エネルギー供給衛星」6基で1セットという設定となっている。また、無人の標的艦隊を使用した軍事演習も行われている。

### FTL
「超光速通信」と書いてFTL（エフ・ティー・エル）と呼ばれる超光速通信方法。原理はメディアミックスを含め描かれていない。
イゼルローン要塞からハイネセン、フェザーンからハイネセンをリアルタイムで通信が可能。ハイネセンとオーディンの通信も可能であるが、映像や音声にノイズが混じっている。

### 艦隊
『銀河英雄伝説』世界の艦隊は、本伝時期には銀河帝国・自由惑星同盟ともに1万隻から1万5000隻前後の宇宙戦闘艦の集団が（一個）艦隊と称される。数千隻単位の分艦隊を内包し、艦隊の司令官は中将以上の将官が充てられる。
同盟では、原則として中将をもって艦隊司令官に充てる、とされる。新編当初の同盟軍第13艦隊司令官ヤン・ウェンリーの階級は少将であったが、艦艇数も標準的な宇宙艦隊の約半数である6,400隻であったため「半個艦隊」と俗称された。イゼルローン駐留艦隊（ヤン艦隊）の司令官に就任した際のヤンの階級は大将であったが、こちらはイゼルローン要塞司令官との兼任である。

#### 宇宙艦隊
宇宙空間を航行する艦艇によって構成される艦隊。銀河英雄伝説世界においては、銀河帝国軍・自由惑星同盟ともに、国家の宇宙戦力の総体を宇宙艦隊と称し、宇宙艦隊司令長官に統括されている。
本伝1巻当初は自由惑星同盟においては12個艦隊、ゴールデンバウム朝銀河帝国においては18個艦隊が定数とされており、帝国軍の艦隊は「○○艦隊」と指揮する提督の姓で呼ばれる。本伝2巻以降の総艦隊数は不明である。同盟軍は主力艦隊は第1艦隊、第2艦隊と続き番号が付される番号付艦隊であり、提督名で呼ばれるのは少将以下が率いる独立部隊がほとんどである。例外としてアムリッツァ会戦後、イゼルローン要塞駐留艦隊がヤン艦隊と通称された事例が存在する。
帝国・同盟共に宇宙艦隊司令長官の指揮に属さない艦隊・兵力が存在する。ゴールデンバウム王朝時には多くの貴族が私兵を有しており、リップシュタット戦役の折、貴族連合軍は貴族の私兵と正規兵のうちラインハルトに従う事をよしとしない勢力併せて2560万人の兵力が存在する。回廊の戦いにおいてはラインハルトは艦隊戦力をほぼ全軍動員したが、別に各星系を守備する戦力が帝国全土であわせて10万隻以上存在する事が記述されている。
同盟もヤンが中尉時代にエル・ファシルの駐在部隊幕僚勤務になった折、リンチ少将は1,000隻前後の艦艇を率い、第8次イゼルローン要塞攻防戦においてはヤンが軍中央の艦隊に所属していない治安・警備の艦隊を集めた5,500隻を臨時に率いるなど、各星系にそれなりの艦艇が存在していた。ランテマリオ星域会戦に先立つ再編成では新造艦・解体寸前艦と併せた2万隻を集約し、第14・15艦隊を新設して宇宙艦隊に組み込んでいる。それら戦力はランテマリオ／バーミリオン星域会戦でほとんどを消耗するに至るが、それでも同盟軍は残余の艦艇（新造含む）を有しており、マル・アデッタ星域会戦ではビュコックの元に2万隻以上、回廊の戦いの前にはヤンの元に損傷艦等もあわせて28,800隻の艦艇が集結した。

##### 分艦隊
一個艦隊より下位の宇宙戦闘艦の集団単位。数千隻の宇宙戦闘艦によって構成され、一個艦隊に内包される。分艦隊司令には准将以上の将官が充てられる。銀河英雄伝説世界の艦隊は1万隻以上の宇宙戦闘艦によって構成される大部隊であり、それゆえ艦隊戦力の一部を分散する事例もしばしば生じ、そのために分艦隊が必要とされる。

### 宇宙戦闘艦
戦艦（OVAなど派生作では、旗艦級戦艦、標準型戦艦、高速戦艦が登場する）、宇宙母艦、巡航艦、駆逐艦などが存在する。詳細は銀河英雄伝説の登場艦船を参照。

### ゼッフル粒子
カール・ゼッフル博士によって発明されたガス状の化学物質。本来は鉱物採掘・土木作業向けに開発されたものだが、作中では主に屋内戦で火器が使われることを抑止する目的で使用される。正確な発火温度は不明だが、「一定量以上の熱量やエネルギーに反応して制御可能な範囲内で引火爆発する」とされる。
本来その拡散を制御することは出来なかったが、シャフト技術大将及び帝国の技術陣は、「指向性ゼッフル粒子」を開発することに成功し、艦隊及び部隊の航跡/進路に拘束されず、自由に粒子を展開させることが可能となった。少なくともこの場合は宇宙空間で爆発できる。実戦での初使用はアムリッツァ星域会戦であるが、OVA版ではそれ以前にカストロプ動乱、外伝「奪還者」で非公式に使用されている。
ゼッフル粒子・指向性ゼッフル粒子共に一旦散布されたものは肉眼では目視が不可能で、何かしらの検知装置によって散布が判明する。

### 装甲車
惑星上戦闘で用いられる戦闘車両。2～4名程度が乗車する。
本伝、外伝を問わずしばしば登場するが、「白銀の谷」においてラインハルトとキルヒアイスが搭乗した帝国軍の「機動装甲車“パンツァーIV”」は当時の帝国軍地上部隊の主力兵器（ラインハルトらの搭乗車は寒冷地向け改造がなされている）で、120ミリ口径レールガンと汎用荷電粒子ビーム・バルカン砲を装備している。水素電池により駆動し、最高速度は時速120km。また、自由惑星同盟の装甲車には、操縦者の脳波コントロールによる運転システムが搭載されている。本伝4巻では、核融合動力仕様の機動装甲車も登場する。

### 雷神の鎚（雷神のハンマー）
イゼルローン要塞の要塞主砲。「雷神」と書いて「トゥール」とルビが振られ、作中では「雷神のハンマー」などの表記ゆれがある。出力9億2400万メガワットのビーム砲。
石黒監督版アニメでは、要塞外壁である流体金属に浮かぶ浮遊砲台の一種。液体金属をパラボラアンテナ状の鏡面に変化させ、複数の砲台を連携させて照射する構造になっており、「トールハンマー」と呼称・発音されている。
藤崎版コミックでは、要塞司令官にのみ主砲の発射権限が与えられており、司令官と要塞のリンク、声紋など各種の照合が確認されて初めて発射可能になるとの描写が見られる。

### 装甲擲弾兵
帝国軍陸戦隊で重装甲服を着用した歩兵。小火器程度ではまずダメージを受けない。装甲擲弾兵と同盟軍陸戦隊が戦う場合、ゼッフル粒子によって火器が使えず、炭素クリスタルでできた戦斧を使った白兵戦になることが多い。自由惑星同盟においても、特に名称は存在しないが、同様に重装甲服を着用した歩兵は存在する。
石黒監督版OVAにおける帝国軍の重装甲服のデザインは、加藤直之が新書版6巻の表紙イラスト用に書き下ろしたものを流用しており、骸骨と甲冑の折衷を思わせる禍々しくも精強なデザインである（ただし、実は6巻の表紙イラストは、同盟軍重装甲服を身に付けたシェーンコップだとの事）。一方同盟軍の重装甲服は、フルフェイスヘルメットにごく普通の装甲宇宙服というデザインである。帝国軍装甲服と比べ頭部のキャノピー部分が大きい。両軍ともにヘルメットの顔面部分のカバーは二重構造になっており、シェーンコップやラインハルトは外郭部分を開けて戦っていた。
ノイエ版においてはパワードスーツとなっており、帝国側は頭部が胴体と一体になった構造の重装甲型、同盟側は機動性に優れた外骨格型を用いる。

### 単座戦闘艇
一人乗りの小型宇宙戦闘艇。同盟軍のスパルタニアンや帝国軍のワルキューレが該当する。対艦攻撃専用の兵装があるような描写はなく、肉薄しての接近攻撃を行う。銀河英雄伝説の登場艦船も参照の事。
帝国の単座式戦闘艇ワルキューレは、X字翼を持ち、電磁砲（レール・キャノン）を装備していると描写されている。OVA版、ノイエ版では、コクピットを含む本体と主砲2門がそれぞれ独立した3胴構造をとる。道原版(アニメ版『黄金の翼』含む)では、主翼と垂直尾翼を持った現代の戦闘機のような機体になっている。
同盟の単座式戦闘艇スパルタニアンは、ワルキューレに格闘戦では同等の性能を持つ。武装については、原作1巻ではウラン238弾を発射する機銃、3巻では中性子ビーム砲、8巻では中性子ビーム機銃など、記述が一定していない。

### 戦斧（トマホーク）
装甲擲弾兵をはじめとする帝国/同盟双方の陸戦兵が使う武器のひとつで、刃の部分が「炭素クリスタル」という素材で出来ている。ゼッフル粒子を誘爆させる心配が無く、装甲擲弾兵などが着用する装甲服を貫徹して中の人間を殺傷出来る。長さ/重さは、帝国軍の片手持ち用標準サイズで85cm/6kg。ただしオフレッサー上級大将がレンテンベルク要塞で使用していた両手持ち用は150cm/9.5kg。オフレッサーはこの大斧を敵に投げつける大技も披露している。なお、ゼッフル粒子散布下での陸戦においては、クロスボウのような火気のない遠隔武器も使用される。
石黒版では、帝国軍が両刃式で同盟軍が片刃式となっている。
藤崎版では同盟軍の戦斧は刃の部分に重力場を纏わせる機能を有し、戦斧を回転させることでそれ自体を歩兵が携行可能な小火器程度では撃ち抜けない盾として用いる技が登場するが、難易度は極めて高いとされる。

### タンク・ベッド
艦艇の一装備。帝国、同盟双方で使用されている。プラスチック製の密閉式タンク内に水温32℃、水深30cmの濃塩水を入れたもので、外界から隔離され刺激のないタンク内で1時間浮かんでいると、心身のリフレッシュ効果が8時間の熟睡に匹敵するとされている。ただし精神的疲労の回復効果は高くないようで、戦闘により精神的疲労を蓄積させた兵員が複数回使用する描写がある。OVA版では強制的に睡眠状態を維持させる機能（冷凍睡眠モード）があり、バグダッシュの拘束に用いられた。

### ブラスター
現代の拳銃に相当する、帝国/同盟双方で用いられている銃器。ビーム・ライフルよりも小型軽量で携行性に優れているため、拠点警備任務に当たる兵卒はもちろん、士官も護身用に携行する。
ブラスターに弾薬という概念は存在しないが、代わりにエネルギー・カプセルをブラスター内に挿入する仕様となっており、カプセルのエネルギーが切れたり、カプセル自体が挿入されていないと引き金を引いても発射には至らない。

### レーザー水爆
レーザーによる核融合反応を起こす兵器（純粋水爆）。艦隊戦で対艦ミサイルの弾頭や、核融合機雷、要塞の攻略戦にも使われる描写がある。

## 暦法

### 宇宙暦
作品中の基本的な暦。西暦2801年に銀河連邦が誕生した時、西暦を廃してこの年を宇宙暦1年とした。帝国では帝国暦制定と共に廃止されたが、同盟では建国時に復活させている。なお、原作一巻冒頭では宇宙暦に「SE」(原作英訳版ではSpace Eraの略)とルビが振られている。アニメに関しては、石黒監督版では「UC」と表記されている一方、DNT版では原作同様「SE」と表記される。

### 帝国暦
宇宙暦310年、ルドルフが銀河帝国の樹立を宣言し、皇帝に即位した時に制定された暦。作中では、ローエングラム王朝成立とともに、帝国暦490年で廃止されている。原作では略称の表記はないが、石黒監督版アニメでは「RC」と表記される場合がある。

### 新帝国暦
帝国暦490年（宇宙暦799年）にローエングラム王朝が成立した時、帝国暦に代わって制定された暦。帝国暦と同じく、原作では略称の表記はないが、石黒監督版アニメでは「NRC」と表記される場合がある。作中「新帝国暦〇〇三年」などと三桁記述されることが多い。

### 西暦
作中ではすでに使用されていない暦法だが、歴史上の出来事を記載する場合に使用される場合がある。各暦法の換算は、新帝国暦1年=帝国暦490年=宇宙暦799年=西暦3599年となる。なお、原作一巻冒頭では西暦に「AD」とルビが振られている。

### 標準暦
宇宙暦、帝国暦、新帝国暦ともに、地球起源の24時間を一日、365日を1年とし、同じ日を1月1日とする「標準暦」が採用されている。

## 通貨単位
新帝国暦3年1〜2月頃のローエングラム朝銀河帝国財務省は、5年間をかけて新帝国全土の通貨統一（統一通貨単位名は作中不詳）を達成する計画を立てていた。これは当時の新領土域の混乱による困難を圧してラインハルトが支持し推進していた政策であったが、この半年後ラインハルトが崩御する。

### クレジット
銀河連邦で使用されていた通貨単位。
銀河連邦以前の体制での通貨単位は不明だが、OVA版56話では地球統一政府時代末期のラグラン市事件の損害が「150億クレジットにも及んだ」との説明がある（原作小説では150億共通単位）。

### 帝国マルク
銀河帝国で使われている通貨単位。旧帝国での公式通貨だったが、ローエングラム王朝成立後も物語終了時点まで引き続き使用されている。なお、マルクはユーロ導入まで伝統的にドイツで使用されていた通貨単位の名称であり（他の国でも同名の通貨単位が使用されたことがあった）、特に、帝国マルクと訳すことができるライヒスマルクは1924年から1948年まで、東西分裂前のドイツで使用されていた。
作中での描写には、帝国元帥の特権として年額250万帝国マルクにのぼる終身年金が存在。リップシュタット戦役終了間際のガイエスブルク要塞で2,840帝国マルクを給料係が軍曹の階級の下士官に給料として支払っている。司法省の下級官吏として奉職しているジークフリード・キルヒアイスの父親の年収が4万帝国マルク、などの記述もある。

### ディナール
自由惑星同盟の通貨単位。ディナールは古代ローマ帝国のデナリウス銀貨に由来し、現代では、アラブ地域等の多くの国で使用されている通貨単位の名称である。ローエングラム王朝成立後も物語終了時点まで引き続き使用されている。

### フェザーン・マルク
フェザーンの通貨単位。作中ではユリアンが表通りの衣料品店で購入したセーターの代金が90フェザーン・マルクであることが記述されている。他の通貨との為替相場は記述されていない。なおフェザーンの銀行口座はフェザーン人以外でも開設できる模様。ローエングラム王朝成立後も物語終了時点まで引き続き使用されている。
藤崎版ではフェザーンの設定が大きく異なるため、フェザーン・マルクという通貨単位自体が登場しない。

## その他用語

### 決闘

#### 原作小説の描写
オスカー・フォン・ロイエンタールが、恋敵である3人の男から挑まれて行った。名誉あるものとはみなされず私闘の類いであるとみなされ、双方ともに一階級降等処分となった。双方ともに帝国騎士だったから公平な処分になったのであり、一方が男爵以上の貴族で一方が平民だった場合は後者に厳罰が下されたであろうと言われる。これによりロイエンタールは1年後輩であるミッターマイヤーと階級が同じになり、以後二人は名コンビとなり、結果としてロイエンタールには好都合になった。

#### OVA版の描写
銀河帝国内にて行われる調停方法の一つ。OVA版「決闘者」にて描写されている。ただし、本来は争いは民事裁判で決着をつけるべきところで言いがかりをつけ、無理やり決闘に持ち込んで事態を解決させるのが大貴族の常套手段となっている。
決闘といっても相手を殺すまでやるのではなく、戦闘力がなくなった時点で決着がつく。相手を殺す、もしくは重傷を負わせた場合は勝っても醜い勝ち方として批判のそしりは免れない（もっとも、殺してしまった場合は罪に問われない）。また、代理人に決闘をさせるのがほとんどであり（つまり、貴族自身が手を汚すことは無い）、決闘の代理人を職業としている人もいる。
決闘においては以下のルールが存在する。
- 基本的に同じ身分同士で行う。つまり、貴族と平民の決闘は出来ない。ただし代理人には適用されない。また、現役軍人同士は同じ階級の者同士でないと決闘はできないが、退役軍人には適用されない。
- 立会人の下、まずは火薬銃で決着をつける。それでつかない場合は剣、それでも決着がつかない場合は素手で決着をつける。また、決闘を申し込まれた側がどの武器で決着をつけるか選択が出来る。
- 銃での決闘の場合、単発の銃を2丁持ち、決闘者同士が背中合わせになり、お互い1歩ずつ前進し、10歩歩いた時点で振り向いて相手に1発目を発砲する。2発目については特に決まっていない。立会人が判定を行うが相手の銃を撃ち落とす、腕に命中するなど戦闘力（戦意）を無くすと勝ちとなる。
- 判定が不服の場合（つまり戦闘力を残しているにもかかわらず負けを宣告された場合）、別の手段での再決闘を申し込むことが出来、相手はそれを拒否できない。もっとも、ほとんどの場合、そこまで至らない。

以上のように、決闘はゲーム的、ショー的な要素が強い。また、観客はどちらが勝つか、賭けを行っている。

### 言語
物語世界における公用語。作中の設定としては、銀河帝国と自由惑星同盟では、違う言葉が公用語として用いられていることになっている。
作中では、（日本語以外への翻訳を除き）双方とも日本語でセリフを記述・発音している。しかし原作では、帝国・同盟の公用語の原発音と思われるルビが振られることがあり、例えば「撃て」という言葉に対して、同盟軍人が発した場合には「ファイヤー」、帝国軍人が発した場合には「ファイエル」とルビが振られている。またアニメ作品では、おおむね同盟公用語の表記に英語、帝国公用語の表記にドイツ語が用いられている。また自由惑星同盟の国歌は原作では日本語で記述されたが、OVAでは英語の歌詞で歌われた。ノイエ版の帝国公用語は初代皇帝ルドルフが脳内で考えていた「かっこいいドイツ文化」を投影したものとして、一般的にドイツっぽいとイメージされるようなウムラウトやエスツェットをつけたり、長めの単語を選んで「ドイツらしさ」を強調している。
帝国軍・同盟軍とも士官教育で敵国の言葉を教えられており、通訳なしで会話ができる。原作ではシェーンコップが帝国軍人に対し同盟の言葉で発音したという描写がある。他にユリアンがラインハルトと帝国語で会話していたとする記述がある。ユリアンが帝国軍との捕虜交換の際に出会った帝国軍捕虜と帝国語で会話した際、それほど差のある言葉では無いという述懐がある。ラインハルトとヤンの会話においては、どちらの公用語で会話がなされたのか記述が存在しない。外伝においては、ヤンとケーフェンヒラー大佐との間で、ヤンが下手な帝国公用語で、ケーフェンヒラー大佐がたくみな同盟公用語で会話をしている。

### サイオキシン麻薬
物語中に登場するドラッグで、化学合成によって製造される合成麻薬。服用した場合神経中枢に相当な快楽を齎すが、一方で中毒性が極めて強く、特に催奇形性と催幻覚性が強い。また中毒者から畸形児が生まれる例もあり、社会問題にも発展した。取締には帝国と同盟の刑事警察が秘密裏に協力した事もあるほどとされる。地球教はこの麻薬を用いて信者を操っていた。

### 三次元チェス
空間に投影された3次元映像を使って行うチェス。帝国・同盟の双方で普及している。通常のチェスに「高さ」の概念が加わっているため、戦略/戦術がその分多岐に渡るとされている。ヤン・ウェンリーは三次元チェスを好むが腕前は拙劣とされ、暗殺までの2年間、直前のブルームハルト相手の勝負で二度勝ったことがある程度。

### 爵位
銀河帝国の貴族の階級を表し、上から公爵、侯爵、伯爵、子爵、男爵、帝国騎士の順になる。家名にそのまま爵位を接続して呼ばれる。この他に、皇族には「大公」の称号が見られる。
ゴールデンバウム王朝では多くの功臣達が封ぜられたが、ローエングラム王朝、少なくともラインハルトの治世下では、叙爵者は皆無であった、開国最大の功臣であるミッターマイヤーにすら授与されていない（この件に関してはミッターマイヤー自身受けるつもりがないことを明言している）。例外として、ラインハルトは即位に先立ち、姉であるグリューネワルト伯爵夫人アンネローゼに大公妃の称号を、亡き親友ジークフリード・キルヒアイスに大公の称号の贈与を行っている。

#### 帝国騎士（ライヒスリッター）
帝国の貴族の中で、爵位を持たない下級貴族の代表的な身分。作中ではミューゼル家、ロイエンタール家、ファーレンハイト家などがこれにあたる。
ロイエンタール家のように莫大な財をなす家もあるが、事業などの個人の才覚によるものであり、爵位にともなう経済的特権は存在しない。逆にアンネローゼを後宮に差し出す前のミューゼル家やファーレンハイト家のように、困窮している家もある。作中より前の時代であれば帝国騎士の称号には借金と引き換えにできる価値もあったが、フリードリヒ4世即位前の時点で帝国騎士の称号にそのような価値はなくなっているとされる。

### フライングボール
球技。帝国・同盟の双方で行われている。重力を0.15Gに制御したドームの中で行われる。ルールに関する記述は極めて少なく、「壁面に沿って不規則に高速移動するバスケットにボールを放り込む」という記述がある程度。少年時代のユリアンはジュニア級で年間得点王の金メダルを獲得し、ハイネセンの中等教育リーグで二年連続得点王に輝いた。ポプランは、自称フライングボールの反則王。また、外伝「汚名」では、キルヒアイスが重力制御されたフライング・ボール競技場で刺客に襲われるシーンがある。

### ワインの産年表示
作中、特に帝国では、帝国暦で特定の産年表示を持つワインがしばしば話題に出される（産地は不明）。410年ものの登場頻度が高く、作中ではブラウンシュヴァイク公が服毒した際や、ラインハルトがヒルダと一夜を過ごす直前、即位式典におけるマリーンドルフ伯の発言、幕僚に地球討伐作戦の発案を促す時のワーレンの発言などに登場する。シヴァ星域会戦に出陣するに際してラインハルトが諸提督に振舞ったワインは424年ものである。

## 宗教
既に人類の宇宙進出時代から、宗教の影響はかなり小さくなっており、カルト的に信者を増やしている地球教や個人崇拝のたぐいを除いて、大きな勢力を持つ宗教・信仰や信仰対象は登場しない。
帝国では、ヴァルハラ、オーディンなど北欧神話系の用語がしばしば登場し、誓約・祈願の対象としての「大神オーディン」や死後の世界としての「ヴァルハラ」が慣用される（明確な信仰対象であるのか、単に慣用句的に使用されているのかは判然としない）。また、ラインハルトに対するアポロン、ヒルダに対するミネルヴァなど欧州系の神話用語も使用される。
同盟では、バーラトを始め星系の命名やパトロクロスなど一部の艦艇に各地の神話に由来する単語を用いている。

### 地球教
地球という惑星そのものを神としてあがめる新興宗教。それ以外の教義は不明。銀河帝国・フェザーンの信者においては、地球巡礼が神聖な義務になっている。開祖は不明だが、BFFによる地球攻撃・地球統一政府の残存勢力徹底処刑（企業関係者を除く）・撤収後の地球内戦が、当初の生存闘争から宗教闘争に転じたと作中にあるので、その生き残った宗教勢力が地球教になったと思われる。本来の目的は地球が人類の支配者たるべく地位を取り戻す事であり、教義もそのための方便に過ぎない。しかし、設立から800年以上の年月が経過しているためか、手段の目的化も起こっており、高位の幹部も純粋な信仰心を持っている描写が多く、ド・ヴィリエのような教義を手段としか考えていない幹部（地球教設立の経緯を考えると、先祖返りをした身とも言えるが）の方が特異な存在として描かれている。地球においては地球教団が統治する政教一致の体制が敷かれているが、これは荒廃した地球が中央政府から放置されていたことによるものである。
フェザーンは、国家そのものが地球教団によって建国されたという経緯があり、歴代のフェザーンの自治領主は本人の信仰の有無と無関係に地球教の支配下にあった。一方でフェザーンの市民の間で、地球教が浸透しているという描写は無い。ただ、地球への巡礼者を地球に送り届ける仕事を請け負っているフェザーン商人は存在する。自由惑星同盟にも信者はいるが、帝国領内にある地球への巡礼など当然不可能であり、聖地地球奪回のための銀河帝国との戦争への協力が、神聖な義務になっている。その割には同盟軍の将校・兵士に地球教の信者がいる様子は無く、代わりに憂国騎士団に信者が多数在籍しているようであり、彼らの「戦争への協力」がどんな形でなされているかの実態がうかがえる。
キュンメル男爵による皇帝ラインハルト暗殺未遂事件以降、帝国軍内部において密かに信仰を維持し続けた地球教徒がさまざまなテロ事件（ワーレン暗殺未遂、ヤン暗殺、ウルヴァシー事件など）を起こしている。
なお、地球教団の聖職者の容姿について特に記載は無いが、OVA版では頭を剃った上にフードを被った形で描写されている。一方ノイエ版では、OVA版よりも複雑な形状のフード付きのローブを着用している。